# Oxalis nivea
Oxalis nivea är en harsyreväxtart som beskrevs av Roets, Dreyer & Oberl.. Oxalis nivea ingår i släktet oxalisar, och familjen harsyreväxter. Inga underarter finns listade i Catalogue of Life.